# Куропалда
Куропалда — река на севере России , протекает по территории Приморского района Архангельской области. Длина реки — 78 км, площадь водосборного бассейна — более 100 км².
Берёт начало из озера Куропальское (Куропалдское), юго-восточнее Пачозера. Впадает в реку Лодьма.
Притоки: Колозьма, Кырвозерка, Левая Куропалда, Хавзюга, Юрка. Имеет сообщение с озером Кременное.